# SC Brandenburg
Sportclub Brandenburg Berlin (SC Brandenburg) is een Duitse omnisportvereniging uit Berlijn.
De club is opgericht in 1923 en doet onder andere aan hockey, badminton, handbal, taekwondo en tennis. De succesvolle ijshockey afdeling is opgeheven.
Bij het hockey werden verschillende prijzen gewonnen:
- Bundesliga veldhockey heren: 1956, 1959
- Bundesliga veldhockey dames: 1961
- Bundesliga zaalhockey dames: 1976, 1978, 1986, 1988, 1989
- Europacup zaalhockey dames: 1990